# Anniken Wollik
Anniken Wollik (* 5. Dezember 1997) ist eine norwegische Handballspielerin, die beim rumänischen Erstligisten SCM Râmnicu Vâlcea spielt.

## Karriere

### Im Verein
Wollik begann das Handballspielen bei Nannestad IL. Anschließend lief sie für Skedsmo HK auf. Ab der Saison 2015/16 stand die Rechtshänderin beim norwegischen Erstligisten Rælingen HK unter Vertrag, bei dem sie anfangs auf der Rechtsaußenposition eingesetzt wurde. Mit Rælingen spielte sie in ihren ersten beiden Spielzeiten in der höchsten Spielklasse, anschließend in der zweithöchsten Spielklasse. Nachdem Rælingen der direkte Wiederaufstieg gelungen war, trat sie nach einer Spielzeit mit dem Verein den erneuten Gang in die Zweitklassigkeit an. Als Rælingen im Jahr 2020 in die Erstklassigkeit zurückkehrte, wurde Wollik mit 146 Treffern Torschützenkönigen der zweithöchsten norwegischen Spielklasse. Später wechselte sie auf die Linksaußenposition. Im Jahr 2021 wurde ihre Mannschaft aus dem Verein ausgegliedert und trat als eigenständiger Verein unter den Namen Romerike Ravens an. Seit der Saison 2023/24 steht sie beim rumänischen Erstligisten SCM Râmnicu Vâlcea unter Vertrag.

### In der Nationalmannschaft
Wollik wurde am 11. Oktober 2022 vom Nationaltrainer Þórir Hergeirsson in das norwegische Aufgebot für die Europameisterschaft 2022 berufen. Knapp zwei Wochen nach der Nominierung gab sie ihr Debüt für die norwegische Nationalmannschaft. Bei der Europameisterschaft 2022 gewann sie mit Norwegen den Titel. Wollik steuerte acht Treffer zum Erfolg bei.